# Landesregierung und Stadtsenat Seitz I
Der Wiener Stadtsenat Seitz I war zugleich Landesregierung. Er amtierte nach der Landtags- und Gemeinderatswahl in Wien 1923, nach der er vom neuen, neuerlich stark sozialdemokratisch dominierten Gemeinderat gewählt wurde,  unter Bürgermeister Karl Seitz bis zur nächsten Wahl, 1927. Während der Regierungsperiode kam es zu keinen Veränderungen in der Zusammensetzung des Gremiums.

## Regierungsmitglieder
| Amt                                                                     | Name             | Partei | Ressorts                                                                             |
| ----------------------------------------------------------------------- | ---------------- | ------ | ------------------------------------------------------------------------------------ |
| Bürgermeister und Landeshauptmann                                       | Karl Seitz       | SDP    |                                                                                      |
| Vizebürgermeister Landeshauptmann-Stellvertreter Amtsführender Stadtrat | Georg Emmerling  | SDP    | Städtische Unternehmungen (Verwendungsgruppe VIII)                                   |
| Vizebürgermeister Landeshauptmann-Stellvertreter Amtsführender Stadtrat | Franz Hoß        | CSP    | ohne Ressort                                                                         |
| Amtsführender Stadtrat                                                  | Hugo Breitner    | SDP    | Finanzwesen (Verwaltungsgruppe II)                                                   |
| Amtsführender Stadtrat                                                  | Quirin Kokrda    | SDP    | Ernährungs- und Wirtschaftsangelegenheiten (Verwaltungsgruppe VI)                    |
| Amtsführender Stadtrat                                                  | Karl Richter     | SDP    | Allgemeine Verwaltungsangelegenheiten (Verwaltungsgruppe VII)                        |
| Amtsführender Stadtrat                                                  | Franz Siegel     | SDP    | Technische Angelegenheiten (Verwaltungsgruppe V)                                     |
| Amtsführender Stadtrat                                                  | Paul Speiser     | SDP    | Personalangelegenheiten und Verwaltungsreform (Verwaltungsgruppe I)                  |
| Amtsführender Stadtrat                                                  | Julius Tandler   | SDP    | Wohlfahrtseinrichtungen, Jugendfürsorge und Gesundheitswesen (Verwaltungsgruppe III) |
| Amtsführender Stadtrat                                                  | Anton Weber      | SDP    | Sozialpolitik und Wohnungswesen (Verwaltungsgruppe IV)                               |
| Stadtrat                                                                | Leopold Kunschak | CSP    | ohne Ressort                                                                         |
| Stadtrat                                                                | Alma Motzko      | CSP    | ohne Ressort                                                                         |
| Stadtrat                                                                | Karl Rummelhardt | CSP    | ohne Ressort                                                                         |